# Боснийский крестовый поход
Боснийский крестовый поход — вёлся против неуказанных еретиков с 1235 по 1241 год. По сути дела это была захватническая война Венгрии против Боснийского баната, санкционированная как крестовый поход. Под предводительством венгерского принца Коломана крестоносцам удалось завоевать только периферийные районы страны. Крестовый поход прекратился, когда во время монгольского нашествия на Европу монголы вторглись в саму Венгрию. Крестоносцы были вынуждены уйти защищать Венгрию, где почти все они погибли, включая принца Коломана. Позже папы призывали к новым крестовым походам против Боснии, которые так и не состоялись. Неудачный крестовый поход вызвал среди боснийского населения недоверие и ненависть к венграм, длившиеся веками.

## Предыстория
Против Боснии было организовано несколько крестовых походов, поскольку эта страна считалась заражённой ересью как по мнению остальной часть католической Европы, так и по мнению её восточных православных соседей. Первый крестовый поход был предотвращён в апреле 1203 года, когда боснийцы под управлением бана Кулина пообещали исповедовать христианство в соответствии с римско-католическим обрядом и признали духовное верховенство папы. Кулин также подтвердил светское господство королей Венгрии над Боснией. В действительности же независимость как боснийской церкви, так и Боснийского баната продолжала расти.
В разгар Альбигойского крестового похода против французских катаров в 1220-х годах возник слух о том, что в Боснии проживает «катарский антипапа» по имени Никетас. Никогда не было ясно, существовал ли Никетас на самом деле, но соседние венгры воспользовались появившимся слухом, чтобы вернуть власть над Боснией, становившейся всё более независимой. Боснийцы были обвинены в симпатии к богомилам, христианской секте, тесно связанной с катарами и также дуалистической. В 1221 году папа Гонорий III начал проповедь крестового похода против боснийских еретиков. Он повторил призыв в 1225 году, но внутренние проблемы не позволили венграм что либо предпринять.
Преемник Гонория III, папа Григорий IX обвинил католического епископа Боснии в укрытии еретиков, в дополнение к неграмотности, симонии, незнанию формулы крещения и неспособности совершать мессы и таинства. Епископ в 1233 году был надлежащим образом смещён, и заменён немецким доминиканским прелатом Иоганном фон Вильдесхаузеном, первым боснийским епископом небоснийского происхождения. В том же году бан Матвей Нинослав отказался от неуточнённой ереси, но это не удовлетворило Григория.

## Конфликт
В 1234 году папа Григорий IX в очередной раз объявил крестовый поход, который на этот раз Венгрия поддержала. Хотя, возможно, что боснийцы безуспешно пытались привести свою церковь в подчинение Риму, крестовый поход дал возможность венграм расширить свои владения. Григорий IX пообещал будущим крестоносцам прощение грехов, и поручил Коломану, младшему сыну Андраша II и брату Белы IV начать военные действия. Коломан и его армия оказались под защитой Святого Престола. Ни враги, ни местность, являвшаяся целью похода не были названы в письмах, которые папа отправил Коломану и боснийскому епископу. Он сослался на «Славонию», упомянув «земли Боснии» только в письме к епископу. Обычно считают, что под «Славонией» папа понимал Боснию и её окрестности, славянские земли, или даже настоящую Славонию. Однако, тот факт, что был проинформирован епископ Боснии, ясно даёт понять, что целью похода была избрана сама Босния. Поход, похоже, был предпринят против боснийцев в целом, поскольку упоминаются только «еретики»; в одном источнике упоминается, что поход был направлен против сторонников дуализма.
Активные боевые действия начались в 1235 году, но венгерская армия достигла Боснии только через три года. Задержка могла быть вызвана народным сопротивлением на севере страны, а именно в Соли, где гористая местность помогала защищаться от крестоносцев «многим еретикам». В августе 1236 года папа Григорий приказал крестоносцам не причинять вреда родственникам Матвея Нинослава, Сибиславу, князю Усоры или его матери, «добрым католикам», в среде еретической знати, «лилиями среди колючек». Врхбосна пала, вероятно, в 1238 году, когда доминиканцы, следовавшие за крестоносцами построили здесь собор. Однако крестоносцам не удалось захватить всю Боснию, поскольку на протяжении всего конфликта Матвей Нинослав продолжал править как бан в центральных областях своего государства. Доминиканский орден установил контроль над католической церковью Боснии, которой теперь руководил новый епископ, венгр по имени Панса. Доминиканцы записали, что некоторые еретики были сожжены на костре, но, похоже, ничего не узнали о природе ереси. Крестоносцы продвинулись на юг до Хума, либо намеревались это сделать.

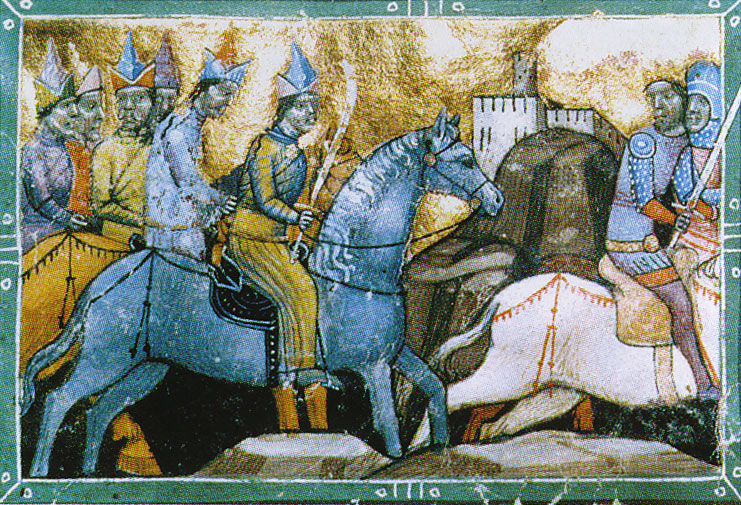
Венгры бегут от монгольских захватчиков

Боснию спасло произошедшее в 1241 году монгольское вторжение в Европу. Монголы под руководством Бату-хана, покорив и разорив Киевскую Русь, вторглись в Венгрию. Венгры были вынуждены вывести свои войска из Боснии, чтобы сражаться с захватчиками своей страны. Большая часть венгерской армии была уничтожена в битве на реке Шайо, среди убитых был и предводитель крестоносцев Коломан. Монголы разграбили Далмацию, Хорватию, Зету, Сербию, Болгарию. Их атака была катастрофой для всех Балкан, кроме Боснии. Крестоносцы были уничтожены, чтобы больше никогда не вернуться. Босния вернула потерянные земли и сохранила свою независимость после того, что было завоевательной войной под видом крестового похода.

## Последствия
Угроза новых религиозных преследований вновь возникла в Боснии по прошествии нескольких лет. Папа Римский Иннокентий IV начал призывать венгров предпринять ещё один крестовый поход в конце 1246 и 1247 годов, и они, вероятно, были согласны. Матвей Нинослав утверждал, что он поддерживал еретиков только для того, чтобы защитить Боснию от венгерских захватчиков. Похоже, что он убедил папу, приостановившего крестовый поход в марте 1248 года.
Крестовый поход против Боснии был снова проповедован в 1337—38 и в 1367 папами Бенедиктом XII и Урбаном V соответственно, но в совершенно иных политических обстоятельствах. Венгрией управляла новая династия, представители которой поддерживали правивших в Боснии Котроманичей. Король Карл Роберт однажды заявил, что всякий венгр, напавший на Боснию, которой управляет его друг Степан Котроманич будет считаться предателем. Единственным существенным последствием, оказанным венгерским крестовым походом, было усиление среди боснийцев антивенгерских настроений, способствовавших османскому завоеванию Боснии в 1463 году и продолжавшихся после него.